# Christine Elise
Christine Elise McCarthy, professionellt känd som Christine Elise, född 12 februari 1965 i Boston i Massachusetts, är en amerikansk skådespelerska. Hon är mest känd för rollen som Emily Valentine i TV-serierna Beverly Hills och BH90210, samt även för rollen som Kyle, i skräck- och slasherfilmerna Den onda dockan 2 (1990) och Cult of Chucky (2017). Hon spelar även den sistnämnda rollen i Syfyserien Chucky (2021–nutid), som räknas som en sorts uppföljare till filmen Cult of Chucky.
Christine Elise hade 1992–1997 ett förhållande med skådespelaren Jason Priestley, som var en av hennes motspelare i Beverly Hills. Hon är vegan sedan många år tillbaka.

## Filmografi (i urval)

### Filmer
- 1990 – Den onda dockan 2
- 1993 – Boiling Point
- 1993 – Body Snatchers – Invasionen fortsätter
- 2017 – Cult of Chucky

### TV-serier
- 1989 – Baywatch (TV-serie)
- 1989 – 21 Jump Street (TV-serie)
- 1990 – China Beach (TV-serie)
- 1991 – Det ljuva livet i Alaska (TV-serie)
- 1991 – Matlock (TV-serie)
- 1991 – In the Heat of the Night (TV-serie)
- 1991 – Beverly Hills (TV-serie)
- 1995 – Cityakuten (TV-serie)
- 1995 – Mord, mina herrar (TV-serie)
- 2001 – Strong Medicine (TV-serie)
- 2001 – Firman (TV-serie)
- 2001 – Vem dömer Amy? (TV-serie)
- 2002 – På heder och samvete (TV-serie)
- 2005 – Law & Order: Special Victims Unit (TV-serie)
- 2005 – Förhäxad (TV-serie)
- 2006 – Cold Case (TV-serie)
- 2009 – Saving Grace (TV-serie)
- 2012 – Castle (TV-serie)
- 2016 – Hit the Floor (TV-serie)
- 2017 – Get Shorty (TV-serie)
- 2019 – BH90210 (TV-serie)
- 2021–2022 – Chucky (TV-serie)